# Associazione Calcio ChievoVerona 1990-1991
Questa voce raccoglie le informazioni riguardanti l'Associazione Calcio ChievoVerona nelle competizioni ufficiali della stagione 1990-1991.

## Rosa
| N. |                   | Ruolo | Calciatore               |
| -- | ----------------- | ----- | ------------------------ |
|    | Italia (bandiera) | P     | Renato Biasi             |
|    | Italia (bandiera) | P     | Enzo Zanin               |
|    | Italia (bandiera) | D     | Giuseppe Casabianca      |
|    | Italia (bandiera) | D     | Enrico Franchi           |
|    | Italia (bandiera) | D     | Christian Maraner        |
|    | Italia (bandiera) | D     | Rolando Maran (capitano) |
|    | Italia (bandiera) | D     | Beniamino Montagni       |
|    | Italia (bandiera) | D     | Ivan Moretto             |
|    | Italia (bandiera) | D     | Werner Seeber            |
|    | Italia (bandiera) | D     | Mario Volcan             |
|    | Italia (bandiera) | D     | Pier Luigi Nicoli        |
|    | Italia (bandiera) | C     | Riccardo Bracaloni       |
|    | Italia (bandiera) | C     | Walter Curti             |

| N. |                   | Ruolo | Calciatore          |
| -- | ----------------- | ----- | ------------------- |
|    | Italia (bandiera) | C     | Stefano Giordani    |
|    | Italia (bandiera) | C     | Roberto Labadini    |
|    | Italia (bandiera) | C     | Dario Lazzarin      |
|    | Italia (bandiera) | C     | Riccardo Monguzzi   |
|    | Italia (bandiera) | C     | Mauro Perina        |
|    | Italia (bandiera) | A     | Alessio Florio      |
|    | Italia (bandiera) | A     | Riccardo Gori       |
|    | Italia (bandiera) | A     | Franco Lerda        |
|    | Italia (bandiera) | A     | Giancarlo Romairone |
|    | Italia (bandiera) |       | Mauro De Beni       |
|    | Italia (bandiera) |       | Bazzani             |
|    | Italia (bandiera) |       | Buson               |
|    | Italia (bandiera) |       | Zoppi               |

## Risultati

### Campionato

#### Girone di andata
| Verona 16 settembre 1990, ore 15.00 CEST 1ª giornata                    | Chievo    | 0 – 3 referto                         | Piacenza | Stadio Marcantonio Bentegodi |
| \| \| \| \| \| \| Marcatori \| Di Bin 35’ Cornacchini 41’ (rig.) 70’ \| |           |                                       |          |                              |
|                                                                         |           |                                       |          |                              |
|                                                                         | Marcatori | Di Bin 35’ Cornacchini 41’ (rig.) 70’ |          |                              |

| Arbitro: | Misticoni (Ascoli Piceno) |

|                              |           |                     |
| Donnarumma 14’ Bongiorni 58’ | Marcatori | Curti 35’ Lerda 70’ |

| Verona 30 settembre 1990, ore 15.00 CEST 3ª giornata | Chievo | 0 – 0 referto | Mantova | Stadio Marcantonio Bentegodi |

| Empoli 7 ottobre 1990, ore 15.00 CEST 4ª giornata                                   | Empoli    | 2 – 1 referto | Chievo | Stadio Carlo Castellani |
| \| \| \| \| \| Montagni 38’ (aut.) Di Francesco 77’ \| Marcatori \| Monguzzi 44’ \| |           |               |        |                         |
|                                                                                     |           |               |        |                         |
| Montagni 38’ (aut.) Di Francesco 77’                                                | Marcatori | Monguzzi 44’  |        |                         |

| Verona 14 ottobre 1990, ore 14.30 CEST 5ª giornata    | Chievo    | 1 – 1 referto | Venezia | Stadio Marcantonio Bentegodi |
| \| \| \| \| \| Gori 88’ \| Marcatori \| Bertoni 8’ \| |           |               |         |                              |
|                                                       |           |               |         |                              |
| Gori 88’                                              | Marcatori | Bertoni 8’    |         |                              |

| Verona 21 ottobre 1990, ore 14.30 CEST 6ª giornata                         | Chievo    | 2 – 2 referto              | Pro Sesto | Stadio Marcantonio Bentegodi |
| \| \| \| \| \| Lerda 46’ 48’ \| Marcatori \| Bortoluzzi 70’ Caliari 82’ \| |           |                            |           |                              |
|                                                                            |           |                            |           |                              |
| Lerda 46’ 48’                                                              | Marcatori | Bortoluzzi 70’ Caliari 82’ |           |                              |

| Arbitro: | Salerno |

|               |           |  |
| Artistico 45’ | Marcatori |  |

| Verona 11 novembre 1990, ore 14.30 CEST 8ª giornata           | Chievo    | 1 – 2 referto     | Casale | Stadio Marcantonio Bentegodi |
| \| \| \| \| \| Lerda 77’ \| Marcatori \| Fusci 68’ Col 90’ \| |           |                   |        |                              |
|                                                               |           |                   |        |                              |
| Lerda 77’                                                     | Marcatori | Fusci 68’ Col 90’ |        |                              |

| Arbitro: | Lelli (Grosseto) |

|                |           |  |
| Barbarossa 75’ | Marcatori |  |

| Arbitro: | Freddi (Sassari) |

|                          |           |  |
| Cicconi 72’ Pradella 85’ | Marcatori |  |

| Verona 2 dicembre 1990, ore 14.30 CEST 11ª giornata | Chievo    | 1 – 0 referto | Baracca Lugo | Stadio Marcantonio Bentegodi |
| \| \| \| \| \| Lerda 61’ \| Marcatori \| \|         |           |               |              |                              |
|                                                     |           |               |              |                              |
| Lerda 61’                                           | Marcatori |               |              |                              |

| La Spezia 9 dicembre 1990, ore 14.30 CEST 12ª giornata | Spezia    | 2 – 0 referto | Chievo | Stadio Alberto Picco |
| \| \| \| \| \| Giampaolo 57’ 85’ \| Marcatori \| \|    |           |               |        |                      |
|                                                        |           |               |        |                      |
| Giampaolo 57’ 85’                                      | Marcatori |               |        |                      |

| Verona 16 dicembre 1990, ore 14.30 CEST 13ª giornata                | Chievo    | 2 – 1 referto | Carrarese | Stadio Marcantonio Bentegodi |
| \| \| \| \| \| Gori 32’ Moretto 59’ \| Marcatori \| Pasquini 88’ \| |           |               |           |                              |
|                                                                     |           |               |           |                              |
| Gori 32’ Moretto 59’                                                | Marcatori | Pasquini 88’  |           |                              |

| Verona 30 dicembre 1990, ore 14.30 CEST 14ª giornata | Chievo    | 1 – 0 referto | Varese | Stadio Marcantonio Bentegodi |
| \| \| \| \| \| Lerda 24’ \| Marcatori \| \|          |           |               |        |                              |
|                                                      |           |               |        |                              |
| Lerda 24’                                            | Marcatori |               |        |                              |

| Fano 6 gennaio 1991, ore 14.30 CEST 15ª giornata | Fano      | 0 – 1 referto | Chievo | Stadio Raffaele Mancini |
| \| \| \| \| \| \| Marcatori \| Labadini 43’ \|   |           |               |        |                         |
|                                                  |           |               |        |                         |
|                                                  | Marcatori | Labadini 43’  |        |                         |

| Arbitro: | Rocchi |

|           |           |            |
| Lerda 63’ | Marcatori | Serena 58’ |

| Pavia 20 gennaio 1991, ore 14.30 CEST 17ª giornata                              | Pavia     | 2 – 2 referto        | Chievo | Stadio Pietro Fortunati |
| \| \| \| \| \| Bruzzano 27’ Pertusi 77’ \| Marcatori \| Lerda 47’ Voltan 72’ \| |           |                      |        |                         |
|                                                                                 |           |                      |        |                         |
| Bruzzano 27’ Pertusi 77’                                                        | Marcatori | Lerda 47’ Voltan 72’ |        |                         |

#### Girone di ritorno
| Piacenza 3 febbraio 1991, ore 14.30 CEST 18ª giornata | Piacenza  | 1 – 0 referto | Chievo | Stadio Galleana |
| \| \| \| \| \| Cappellini 78’ \| Marcatori \| \|      |           |               |        |                 |
|                                                       |           |               |        |                 |
| Cappellini 78’                                        | Marcatori |               |        |                 |

| Verona 10 febbraio 1991, ore 14.30 CEST 19ª giornata | Chievo | 0 – 0 referto | Trento | Stadio Marcantonio Bentegodi |

| Mantova 17 febbraio 1991, ore 14.30 CEST 20ª giornata    | Mantova   | 1 – 1 referto | Chievo | Stadio Danilo Martelli |
| \| \| \| \| \| Rebonato 5’ \| Marcatori \| Perina 73’ \| |           |               |        |                        |
|                                                          |           |               |        |                        |
| Rebonato 5’                                              | Marcatori | Perina 73’    |        |                        |

| Verona 24 febbraio 1991, ore 14.30 CEST 21ª giornata                  | Chievo    | 1 – 2 referto           | Empoli | Stadio Marcantonio Bentegodi |
| \| \| \| \| \| Monguzzi 2’ \| Marcatori \| Musella 11’ Carboni 60’ \| |           |                         |        |                              |
|                                                                       |           |                         |        |                              |
| Monguzzi 2’                                                           | Marcatori | Musella 11’ Carboni 60’ |        |                              |

| Venezia 3 marzo 1991, ore 16.30 CEST 22ª giornata | Venezia           | 0 – 0 referto | Chievo | Stadio Francesco Baracca\| Arbitro: \| Iannello (Genova) \| |
| Arbitro:                                          | Iannello (Genova) |               |        |                                                             |

| Sesto San Giovanni 17 marzo 1991, ore 16.30 CEST 23ª giornata | Pro Sesto | 0 – 0 referto | Chievo | Stadio Breda |

| Arbitro: | Destro |

|              |           |           |
| Lazzarin 33’ | Marcatori | Folli 66’ |

| Casale Monferrato 30 marzo 1991, ore 16.30 CEST 25ª giornata | Casale    | 1 – 0 referto | Chievo | Stadio Natale Palli |
| \| \| \| \| \| Fusci 72’ \| Marcatori \| \|                  |           |               |        |                     |
|                                                              |           |               |        |                     |
| Fusci 72’                                                    | Marcatori |               |        |                     |

| Verona 7 aprile 1991, ore 16.00 CEST 26ª giornata | Chievo | 0 – 0 referto | Carpi | Stadio Marcantonio Bentegodi |

| Verona 14 aprile 1991, ore 16.00 CEST 27ª giornata | Chievo            | 0 – 0 referto | Como | Stadio Marcantonio Bentegodi (700 spett.)\| Arbitro: \| Baglieri (Tivoli) \| |
| Arbitro:                                           | Baglieri (Tivoli) |               |      |                                                                              |

| Lugo di Romagna 28 aprile 1991, ore 16.00 CEST 28ª giornata | Baracca Lugo | 0 – 1 referto | Chievo | Stadio Ermes Muccinelli |
| \| \| \| \| \| \| Marcatori \| Gori 85’ \|                  |              |               |        |                         |
|                                                             |              |               |        |                         |
|                                                             | Marcatori    | Gori 85’      |        |                         |

| Verona 5 maggio 1991, ore 16.00 CEST 29ª giornata                  | Chievo    | 2 – 0 referto | Spezia | Stadio Marcantonio Bentegodi |
| \| \| \| \| \| Montani 54’ (aut.) Bracaloni 90’ \| Marcatori \| \| |           |               |        |                              |
|                                                                    |           |               |        |                              |
| Montani 54’ (aut.) Bracaloni 90’                                   | Marcatori |               |        |                              |

| Carrara 12 maggio 1991, ore 16.00 CEST 30ª giornata | Carrarese | 0 – 0 referto | Chievo | Stadio dei Marmi |

| Arbitro: | Contente (Salerno) |

|                   |           |  |
| Mosele 70’ (rig.) | Marcatori |  |

| Verona 26 maggio 1991, ore 16.00 CEST 32ª giornata | Chievo | 0 – 0 referto | Fano | Stadio Marcantonio Bentegodi |

| Arbitro: | Morello (Pozzallo) |

|  |           |          |
|  | Marcatori | Gori 86’ |

| Verona 9 giugno 1991, ore 16.00 CEST 34ª giornata  | Chievo    | 1 – 0 referto | Pavia | Stadio Marcantonio Bentegodi |
| \| \| \| \| \| Curti 75’ (rig.) \| Marcatori \| \| |           |               |       |                              |
|                                                    |           |               |       |                              |
| Curti 75’ (rig.)                                   | Marcatori |               |       |                              |

### Fase a gironi
| Verona 22 agosto 1990, ore 20:30 1ª giornata | Chievo | 1 – 0 | Cittadella | Stadio Marcantonio Bentegodi |

| 26 agosto 1990, ore 17:00 2ª giornata | Vicenza | 3 – 1 | Chievo |  |

| 29 agosto 1990, ore 20:30 3ª giornata | Chievo | 2 – 0 | Trento |  |

| 2 settembre 1990, ore 16:30 4ª giornata | Valdagno | 2 – 0 | Chievo |  |

| 5 settembre 1990, ore 20:30 5ª giornata | Chievo | 2 – 0 | Pievigina |  |

| 9 settembre 1990, ore 16:30 6ª giornata | Treviso | 1 – 0 | Chievo |  |